# 명동백작 (드라마)
《명동백작》은 EBS에서 2004년 9월 5일부터 2004년 12월 6일까지 방송된 EBS 문화사 시리즈 중 첫 번째 드라마이다. 이 시리즈는 한국의 시대적 분위기를 알 수 있게 하는 교양 드라마로, 1편인 이 드라마에서는 서울 명동을 애호하는 문화예술인들의 이야기를 그렸다. 드라마와 해설이 교차하는 학습보조 작품의 성향이 짙으며, 진행은 배우 정보석이 맡았다.
한편, 이 작품은 제작비가 일반적인 사극에 비해 절반 정도로 투입된 열악한 제작 여건 속에서도 배우들이 절반의 출연료로 출연하는데 힘입어 유익하고 교육적인 드라마의 새 장을 열었다는 평가를 받았으며, 이같은 의미있는 작업을 지속적으로 이어가길 바란다는 애정어린 요구를 받았다. 하지만 일부에서는 촬영 세트의 어색함이나 시대적 고증이 부족하고 드라마 중간에 인터뷰가 들어가면서 드라마의 몰입을 막아 흐름을 끊긴다는 의견도 있었다.
아울러, 제 17회 한국방송작가상(2004년 12월 개최)(2003년 중후반기 ~ 2004년 초중반기 내용) 드라마 부문 최종 후보에 한때 거론되었으나 이런저런 사정으로 탈락했으며 결국 제 17회 한국방송작가상 드라마 부문 수상작은 KBS 2TV 꽃보다 아름다워가 됐다.
다만, 경실련 미디어워치 선정 '제 10회 시청자가 뽑은 좋은 프로그램' 특별상을 받아 위안거리가 되기도 했다.

## 등장 인물

### 주요 인물
- 정보석 : 내레이션 및 진행
- 박철호 : 이봉구 역
- 이진우 : 김수영 역
- 김성령 : 김현경 역
- 차광수 : 박인환 역

### 주변 인물
- 이재은 : 전혜린 역
- 안정훈 : 김관식 역
- 강태기 : 이중섭 역
- 박영지 : 오상순 역
- 이영후 : 서정주 역
- 김자옥 : 이화룡의 누이 역
- 최상훈 : 이화룡 역
- 황범식
- 허윤정
- 유종근

### 그 외 인물
- 이종만 : 시공관 관리인 장씨 역
- 엄유신 : 김수영의 어머니 역
- 이두섭
- 김대환
- 김정민
- 이건
- 지창훈
- 최진환
- 이재익
- 이재빈
- 손영순
- 최수민
- 최정인
- 김재권
- 나재균
- 유제익
- 김주철
- 이관영
- 이경원
- 홍승모
- 염정구
- 김희라 : 다방 마담 역
- 이정인
- 유제현
- 김태우
- 이정성 : 김승호 역
- 강인덕 : 김두한 역
- 현석 : 이기붕 역
- 임병기 : 구상 역
- 문회원 : 오영수 역
- 김병기 : 변영로 역
- 김상순 : 백순성 역
- 이정성 : 김승호 역
- 최정훈 : 이승만 역
- 박윤희
- 이지은 : 이정숙 역
- 정요숙
- 양동재 : 어효선 역